# Космические аппараты Ярило
Космические аппараты «Ярило» — группировка из четырёх наноспутников , предназначенных для исследования солнечной активности и радиационной обстановки на низкой околоземной орбите.
Спутники «Ярило №1» и «Ярило №2» формата Cubesat 1.5U выведены 28 сентября 2020 года. Особенностью миссии является наличие на аппаратах экспериментальной раскрываемой конструкции типа «Солнечный парус», предназначенной для разведения спутников по орбите и построения группировки. Аппараты были разработаны студентами, аспирантами и молодыми специалистами Московского государственного технического университета им. Н.Э. Баумана.  Спутники были запущены 28 сентября 2020 года с космодрома Плесецк госкорпорацией «Роскосмос» в рамках программы «УниверСат» в составе кластера малых космических аппаратов (МКА) «УниверСат-2020».
Спутники «Ярило №3» и «Ярило №4» размерности 3U выведены 27 июня 2023 года и предназначены для измерения солнечной энергии, отраженной от поверхности Земли (альбедо Земли) и измерений магнитного поля Земли. По сравнению со спутниками №1 и №2, у аппаратов значительно увеличена отказоустойчивость систем, установлена высокоскоростная радиолиния, увеличен объем полезной нагрузки.

## Состав аппаратов
Для функционирования КА на орбите в МГТУ им. Баумана были разработаны следующие экспериментальные служебные системы:
- Система энергоснабжения (СЭС) осуществляет питание всех систем КА с использованием солнечных панелей и аккумуляторных батарей. Также контролирует энергопотребление всех узлов КА, предотвращая глубокую разрядку аккумуляторов.
- Бортовая цифровая вычислительная машина (БЦВМ) управляет бортовым комплексом устройств согласно полётному заданию. Также БЦВМ осуществляет информационный обмен с научным оборудованием (полезной нагрузкой) и обеспечивает сбор и обработку данных с датчиков космического аппарата. Схемотехнические решения БЦВМ разработаны с учётом требования устойчивости к одному произвольному необратимому отказу[8].
- Система управления движением (СУДН) производит ориентацию КА на орбите Земли. СУДН состоит из двух подсистем: система ориентации на двигателях маховиках и система ориентации на магнитных катушках. Их комбинирование позволяет решать различные задачи от раскрытия солнечного паруса до наведения КА на Солнце с оптимальным временем исполнения и потреблением энергии. Данные о положении в пространстве система получает от блоков датчиков и навигационного приёмника.
- Система радиосвязи позволяет осуществлять полудуплексный радиообмен между КА и наземным комплексом управления, а также связь между первым и вторым аппаратами. Частотный диапазон 430 – 440 МГц. Инженерные решения системы включают в себя резервирования приёмо-передатчика, что увеличивает устойчивость к отказу.
- Модуль солнечного паруса предназначен для построения спутниковой группировки.

В качестве полезной нагрузки на борту МКА «Ярило №1» установлен рентгеновский спектрофотометр, разработанный в Физическом институте им. П.Н. Лебедева РАН.
Главной полезной нагрузкой МКА «Ярило №2» является детектор космической радиации «ДеКоР», разработанный в НИИ ядерной физики имени Д. В. Скобельцына МГУ. Попутной полезной нагрузкой является радиационно-стойкая бортовая цифровая вычислительная машина ФИАН.
Аппарат «Ярило» №3 оснащен модулем магнитометрии для проведения измерений магнитного поля Земли по трем осям. Для исключения влияния помех от самого космического аппарата на результаты измерения, один из датчиков отведен от корпуса МКА на разворачиваемой штанге из композиционного материала, обладающего немагнитными свойствами. Расчетная чувствительность датчика: 2 нТл, динамический диапазон: 103-105 нТл.
В рамках миссии на аппарате «Ярило» №4 планируется проведение технологического эксперимента по развертыванию надувной конструкции в форме шара, предназначенного для демонстрации технологии увода отработавших спутников с орбиты за счет торможения об остаточную атмосферу Земли.

## Технические характеристики[7]
| Параметр                                | «Ярило» №1, №2                | «Ярило» №3, №4                  |
| --------------------------------------- | ----------------------------- | ------------------------------- |
| Габариты                                | 100 × 100 × 172,75 мм         | 100 × 100 × 340,5 мм            |
| Масса КА                                | не более 2 кг                 | не более 4 кг                   |
| Параметры орбиты                        | 575 км, ССО                   | 500-600 км, ССО                 |
| Двигательная установка                  | солнечный парус               | —                               |
| Суточная мощность (средняя орбитальная) | 1,5 Вт                        | 1,6 Вт                          |
| Объем данных на борту                   | 8 ГБ                          | 8 ГБ                            |
| Частота работы радиолинии               | 435-440 МГц (УКВ)             | 435-440 МГц (УКВ) 2,4 ГГц (S)   |
| Запуск                                  | 28.09.2020, космодром Плесецк | 27.06.2023, космодром Восточный |

## Задачи спутников

### Общая задача
На космических аппаратах «Ярило» будут проведены летные испытания экспериментальных систем энергоснабжения, радиосвязи, ориентации и стабилизации, созданных студентами МГТУ им. Н.Э. Баумана.

### Ярило №1
Задачей аппарата является непрерывная регистрация мягкого рентгеновского излучения Солнца в диапазоне 0,5 – 15 КэВ с помощью спектрофотометра на основе VITUS KETEK SDD VITUS H7 разработки Физического института им. П.Н. Лебедева РАН . Этот прибор позволяет с высокой частотой регистрировать солнечную активность, обусловленную процессами вспышечного энерговыделения, во многом определяющими состояние межпланетной среды и космической погоды.

### Ярило №2
Главной задачей аппарата Ярило №2 является исследование быстрых вариаций потоков электронов в зоне зазора между радиационными поясами, а также изучение динамики потоков частиц и гамма-излучения на низких орбитах в зависимости от геомагнитных условий в диапазоне 0,1-2 МэВ. Прибором, регистрирующим потоки заряженных частиц, является детектор «ДеКоР» разработки НИИЯФ МГУ. 
Второстепенной задачей спутника является испытание радиационно-стойкой бортовой цифровой вычислительной машины ФИАН.

### Задачи в рамках построения группировки
В рамках проекта поставлена задача отработки построения группировки аппаратов с использованием роторного солнечного паруса. Принцип создания группировки заключается в поочередном раскрытии и закрытии лент паруса для контролируемого снижения орбиты спутников за счет аэродинамического сопротивления с последующим появлением фазового рассогласования. Для решения поставленной задачи в МГТУ им. Н.Э. Баумана был разработан модуль солнечного паруса в рамках космического эксперимента на борту МКС по отработке технологии развёртывания паруса с борта наноспутника «Парус-МГТУ». Модуль представляет из себя небольшую конструкцию из двух катушек с солнечным парусом, двух электродвигателей и микроконтроллера, отвечающего за функционирование модуля. После разведения аппаратов предполагается проверка радиосвязи между двумя аппаратами, обмен научными данными.
После окончания срока активного существования оба аппарата будут пассивно сведены с орбиты с использованием солнечного паруса.

## Запуск
- Аппараты «Ярило №1» и №2 были успешно запущены 28 сентября 2020 года в 14:20 МСК в рамках программы «УниверСат».
- Первый сеанс связи осуществлен 29 сентября 2020 года в 00:35 МСК из центра управления полетами МГТУ им. Н.Э Баумана[16].
- Аппараты «Ярило №3» и №4 успешно запущены с космодрома Восточный 27 июня 2023 года в рамках программы «УниверСат-2023»

## Галерея

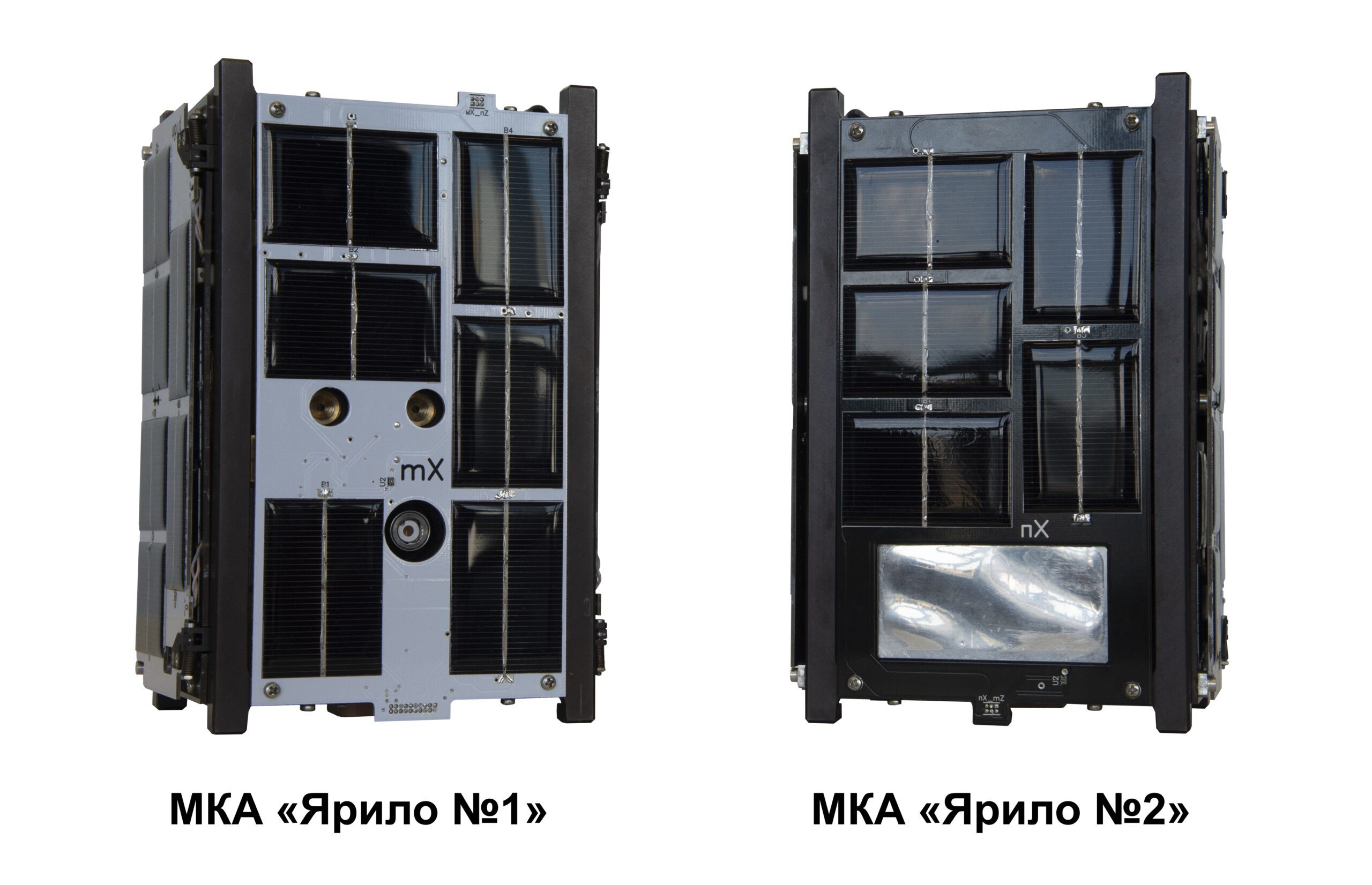
Космические аппараты "Ярило"